# Gonneville
Gonneville is een plaats en voormalige gemeente in het Franse departement Manche in de regio Normandië en telt 853 inwoners (1999).
De plaats maakt deel uit van het arrondissement Cherbourg-Octeville en sinds 1 januari 2016 van de gemeente Gonneville-Le Theil.

## Geografie
De oppervlakte van Gonneville bedraagt 15,5 km², de bevolkingsdichtheid is 55,0 inwoners per km².
De onderstaande kaart toont de ligging van Gonneville met de belangrijkste infrastructuur en aangrenzende gemeenten.

## Demografie
Onderstaande figuur toont het verloop van het inwonertal (bron: INSEE-tellingen).